# Grafenau (Bade-Wurtemberg)
Pour les articles homonymes, voir Grafenau.
Grafenau est une commune de Bade-Wurtemberg (Allemagne), située dans l'arrondissement de Böblingen, dans la région de Stuttgart, dans le district de Stuttgart.